# Broder och syster
Broder och syster är en svensk kort dramafilm från 1912 i regi av Poul Welander.

## Om filmen
Filmen premiärvisades 4 mars 1912 på Stora Biografteatern i Malmö. Den spelades in vid Stora Biografteaterns ateljé i Malmö.

## Roller
- Oscar Stribolt - Storm, grosshandlare
- Kai Lind - Axel, Storms son
- Tilley Christiansen - Laura, Storms dotter
- Poul Welander - Björk, kontorist
- Agnes Nyrup-Christensen - Jenny
- John Clausen - Flottenberg, Axels två vänner
- Arvid Ringheim - en medlem i förbrytargruppen